# Stazione di Londra King's Cross
La stazione di Londra King's Cross (in inglese: London King's Cross railway station) è una stazione ferroviaria di Londra, sita nel borgo di Camden, nel Regno Unito. Si trova adiacente alla stazione di St Pancras e vicina alla nuova British Library.

## Storia
La stazione è stata aperta il 14 ottobre 1852. È stata colpita dagli attentati terroristici del 7 luglio 2005, rivendicati da Al Qaida.

### Privatizzazione (1996 – oggi)
Prima della privatizzazione, King's Cross era una zona nota per gli edifici fatiscenti e come area di prostituzione nella zona di fronte all'ingresso principale. Negli anni '90 viene avviato un risanamento di tutta l'area e entro la fine di quel decennio l'atmosfera della zona della stazione è stata migliorata notevolmente.
In seguito alla privatizzazione di British Rail nel 1996, i servizi espressi nella stazione vengono rilevati dalla Great North Eastern Railway (GNER). La società ristruttura le carrozze British Rail Mark 4 "Mallard" utilizzate per i servizi a lunga distanza da King's Cross e l'inaugurazione dei treni rimodernati avviene alla presenza della regina e del duca di Edimburgo nel 2003.
GNER continua a gestire le tratte principali anche l'anno successivo ma poi si ritira nel 2005. 
I servizi vengono rilevati dalla National Express East Coast alla fine del 2007 dopo un periodo in cui i treni circolavano sotto una gestione ad-interim. 
Nel 2009 viene reso noto che la National Express non è più disposta a finanziare la filiale della costa orientale e la gestione delle tratte torna allo Stato e per poi essere affinata, a novembre, ad un'altra compagnia, la East Coast.
Nel marzo 2015 c'è una nuova privatizzazione e  i servizi vengono rilevati dalla Virgin Trains East Coast.
Nel novembre 2017, il segretario ai trasporti, Chris Grayling, annuncia la cessazione anticipata del franchising East Coast nel 2020, tre anni prima del previsto, a seguito di perdite sul percorso da parte dell'operatore.

### I restauri

King's Cross dopo i restauri nel 2012. La struttura in acciaio del tetto, progettata dalla Arup, è stata descritta come "una sorta di cascata invertita, una griglia d'acciaio bianca che si solleva da terra e ti si riversa in testa".

Il piano di ristrutturazione da 500 milioni di sterline annunciato da Network Rail nel 2005 viene approvato dal Camden London Borough Council nel 2007. 
Comportato la ristrutturazione ed il rimodernamento del tetto ad arcate originale, la rimozione dell'estensione del 1972 nella parte anteriore della stazione e la sua sostituzione con una piazza a cielo aperto.
Il nuovo atrio semicircolare viene aperto al pubblico nel marzo 2012. 
Situato a ovest della stazione dietro al Great Northern Hotel, è stato progettato da John McAslan e costruito dalla francese Vinci. 
Si rivolge a flussi di passeggeri molto aumentati e fornisce una maggiore integrazione tra le sezioni interurbane, suburbane e sotterranee della stazione. L'architetto ha affermato che il tetto è la più lunga struttura da stazione a campata unica in Europa e la struttura semicircolare ha un raggio di 54 metri e più di 2.000 pannelli triangolari sul tetto, metà dei quali in vetro.

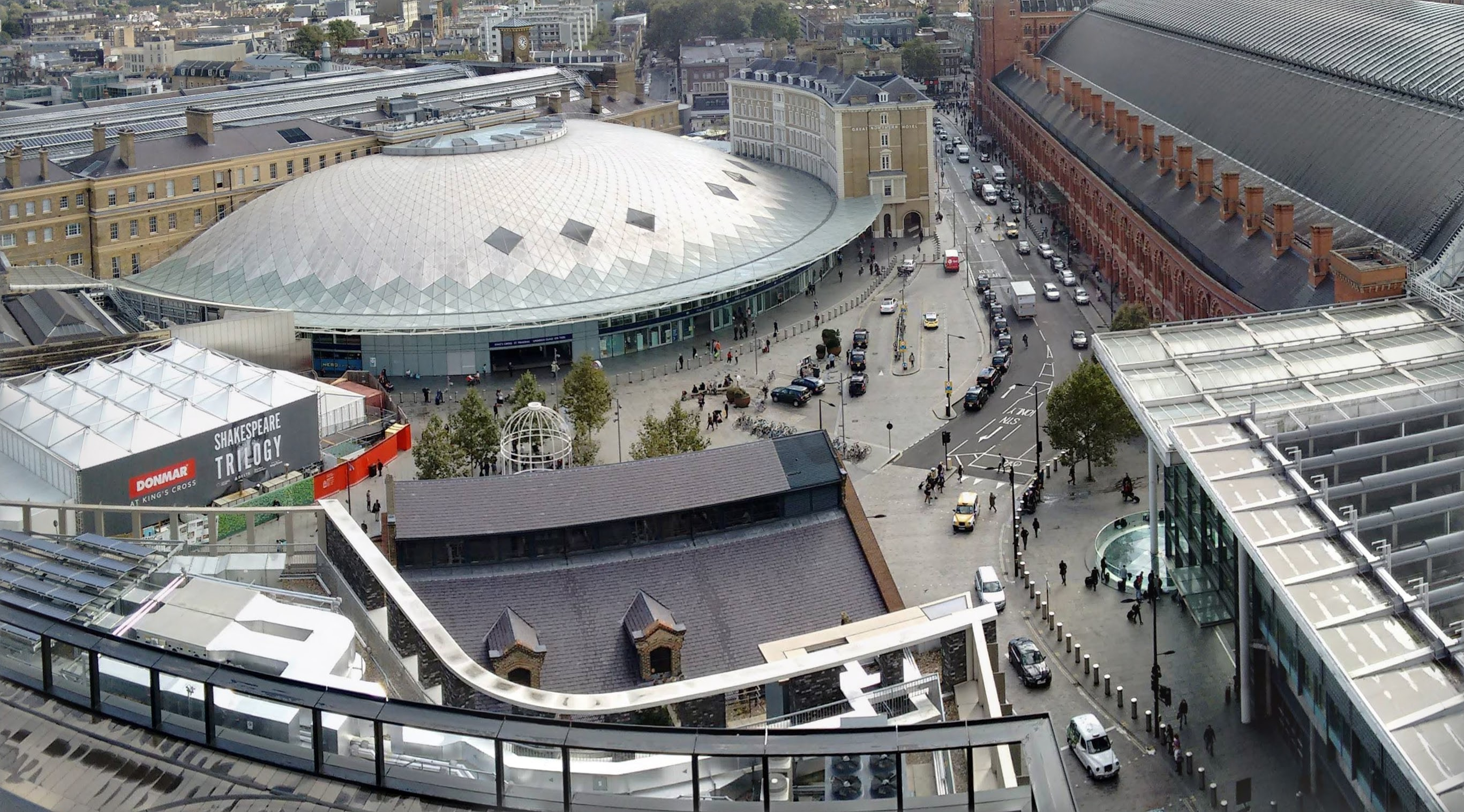
Il nuovo atrio visto dall'alto

L'area dietro e tra le stazioni di Kings Cross e St. Pancras è stata riprospettata col nome di King's Cross Central,  con circa 2.000 nuove case, 464.500 m² di uffici e nuove strade. 
Per sopperire alla demolizione degli uffici che davano sul lato ovest dove è stato costruito l'atrio semicircolare, durante i restauri sono stati costruiti nuovi uffici sul lato est, al di sotto dei quali è stato costruito un nuovo binario, numerato 0, inaugurato il 20 maggio 2010. 
I treni diesel non possono normalmente utilizzare questo binario per motivi ambientali. 
Nel 2013 il progetto di restauro è stato insignito del premio dell'Unione europea per il patrimonio culturale / Europa Nostra.
A maggio 2016, l'Office of Rail and Road approva un nuovo operatore, la East Coast Trains, per la gestione dell tratte verso Edimburgo Waverley tramite Stevenage, Newcastle e Morpeth. Il servizio è iniziato nell'ottobre 2021.

### Ulteriore riqualificazione
Nel gennaio 2018 viene annunciato che metà della stazione verrà chiusa per 3 mesi, da gennaio a marzo 2020, per lavori di rimodernamento, con un costo stimato di 237 milioni di sterline. Ciò include la razionalizzazione dei binari, la riapertura del terzo tunnel all'ingresso ferroviario dei treni e la chiusura del binario 10.

## Simbolo
Molte grandi stazioni di Londra posseggono un simbolo, compreso in un cerchio, che rimanda più o meno al nome dello scalo stesso: quello di King's Cross rappresenta una grande "X" (croce – cross – di sant'Andrea) con sopra una corona (disegno bianco in campo rosso).

## Trasporti

### Nazionale

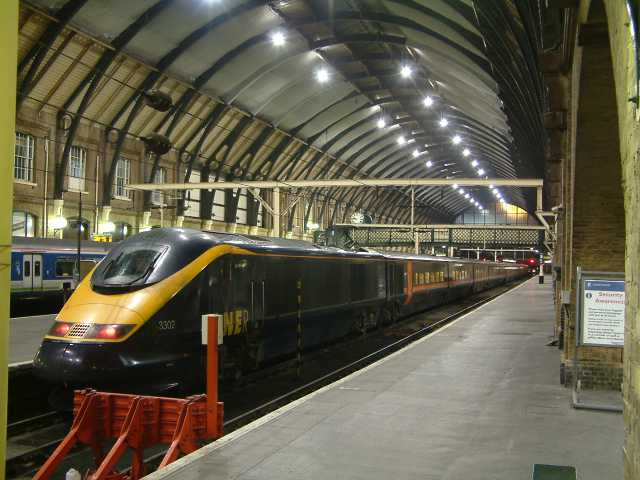
L'interno della stazione, con un treno ad alta velocità della GNER

Da King's Cross partono treni per le principali città situate alle regioni di East Anglia, Yorkshire and the Humber e Nord Est, e nella Scozia, tra cui Cambridge, Peterborough, York, Darlington, Durham, Hull, Newcastle, Leeds, Edimburgo, Glasgow, Dundee e Aberdeen.

### Metropolitana
La stazione metropolitana, comune a quella di St.Pancras e chiamata King's Cross-St.Pancras, serve numerose linee:
- Piccadilly - (nelle mappe indicata in blu)
- Northern - (nelle mappe indicata in nero)
- Victoria - (nelle mappe indicata in azzurro)
- Hammersmith & City - (nelle mappe indicata in rosa)
- Metropolitan - (nelle mappe indicata in viola)
- Circle - (nelle mappe indicata in giallo)

## Letteratura, Filmografia, Musica

### La signora omicidi (The Ladykillers)
La stazione, le strade circostanti e la funzione di approccio ferroviario sono di spicco nel film-commedia del 1955 The Ladykillers (La signora omicidi in italiano). Nella storia, una banda ruba un furgone di sicurezza nei pressi della stazione e la signora Wilberforce, un'anziana vedova in una casa con vista sulla ferrovia, assiste involontariamente in movimento i proventi attraverso la stazione.

### Harry Potter

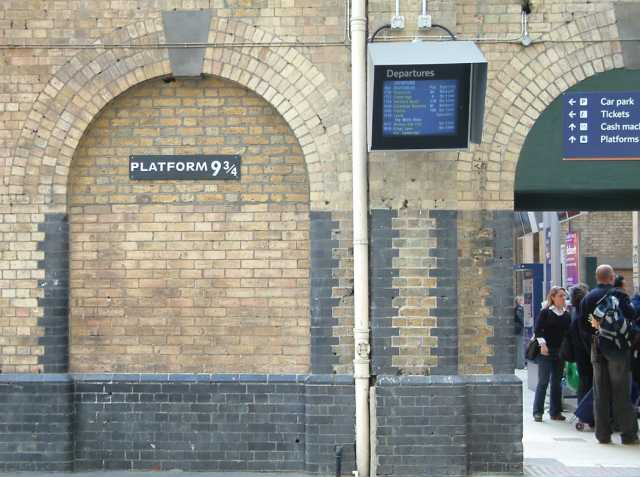
Il cartello del binario 9 ¾ nella vecchia posizione, nel 2004

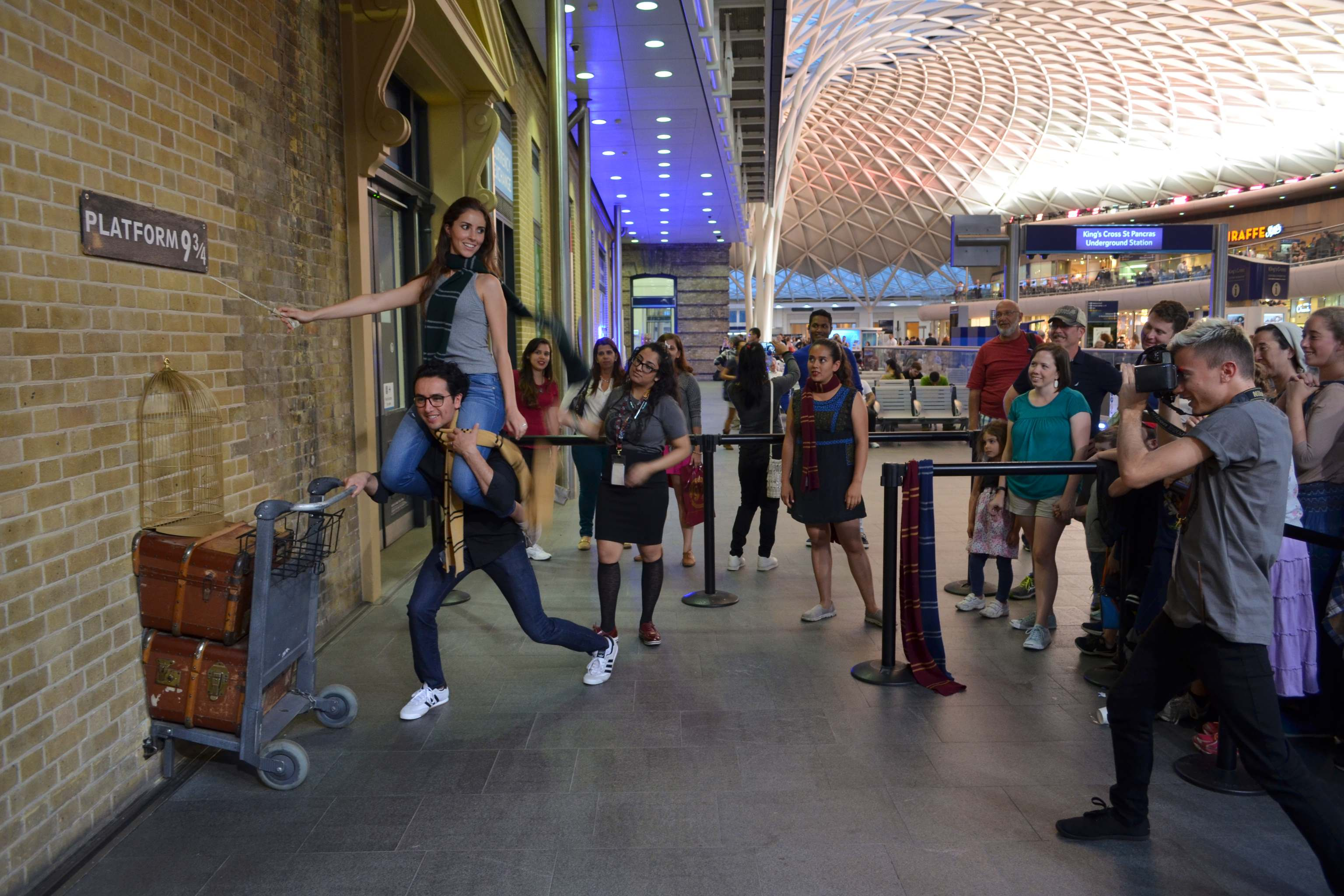
Turisti al binario 9 ¾ nel nuovo atrio.

King's Cross è presente nei libri della saga di Harry Potter, della scrittrice J. K. Rowling, in cui è la stazione di partenza dell'Espresso di Hogwarts, il treno a vapore diretto alla scuola di magia.
Nei racconti l'Espresso di Hogwarts una banchina segreta, quella del "Binario 9 ¾", alla quale solo i maghi possono accedere, attraversando la barriera di mattoni tra le banchine dei binari 9 e 10. 
Nella realtà i binari 9, 10 ed 11 si trovano in un edificio separato dalla stazione principale a cui si accede da un passaggio pedonale nel muro tra le banchine 8 e 9. 
Con la ristrutturazione terminata nel 2012, il muro in fondo ai binari 9, 10 ed 11 è stato eliminato; al suo posto c'è una batteria di tornelli elettronici che permette il passaggio da e verso il nuovo atrio semicircolare.
Nel 1999 fu appesa una targa di ghisa con scritto "Platform 9¾" ("Binario 9¾") vicino al passaggio che collega la stazione principale con l'edificio annesso dei binari 9-11. 
Sotto il cartello venne installata una parte di un carrello portabagagli in modo da sembrare che solo l'estremità col manico fosse visibile mentre il resto era sparito nel muro, esattamente come accade nella finzione della saga.
Ben presto questa installazione divenne un'attrazione turistica molto popolare tra i fan di Harry Potter. 
Nel 2012, a seguito della ristrutturazione, il cartello viene spostato e sotto viene installato un nuovo carrello con tanto di bagagli e gabbia per uccelli, quindi del tutto simile al bagaglio utilizzato dal protagonista Harry Potter nei film. A fianco si trova un negozio di gadget ed articoli da regalo a tema.
Negli ultimi film della serie di Harry Potter, siccome King's Cross era interessata dai lavori di restauro, le riprese vennero svolte nell'attigua stazione di St. Pancras.
Allo Universal Orlando Resort, in Florida, c'è una riproduzione in scala 1:4 della stazione di King's Cross. Insieme alla stazione di Hogsmeade funge da capolinea per l'Hogwarts Express, un treno interno al parco che con i suoi 600 metri di tratta congiunge i due parchi The Wizarding World of Harry Potter e Islands of Adventure.

### Pet Shop Boys
Nell'album Actually dei Pet Shop Boys (anno 1987) è presente la traccia King's Cross, dedicata all'omonima stazione. Pur non essendo un singolo estratto dell'album, è stato girato un videoclip nella stazione stessa.